# Möbel Hardeck
Koordinaten: 51° 28′ 17,5″ N, 7° 15′ 52,4″ O
Möbel Hardeck (eigene Schreibweise: HARDECK) ist eine Möbelhandelskette mit Filialen in Bochum, Hilden, Senden und Bramsche.

## Geschichte
Das Familienunternehmen wurde im Jahre 1937 von Aenne und Karl Hardeck in Bochum gegründet. An diesem Standort entwickelte sich das Möbelhaus über die Jahrzehnte zu einem Traditionsunternehmen.
Im Zweiten Weltkrieg wurde das Unternehmen mehrfach völlig zerstört und 1945 in Bochum-Werne wieder neu aufgebaut. Im Jahr 1950 übernahm mit Karl-Ernst und Margret Hardeck die zweite Generation die Unternehmensführung.
1984 wurde das Bochumer Stammhaus mit 8.000 m² Ausstellungsfläche am heutigen Standort in Laer errichtet und Karl-Ernst Hardeck sen. und Karl-Ernst Hardeck jun. leiteten das Unternehmen fortan gemeinsam.
Nach mehrmaligen Erweiterungen wurde im Jahre 2000 ein neues Gebäude, ein Nullenergiehaus, auf der gegenüberliegenden Straßenseite gebaut, welches durch eine Brücke mit dem Haupthaus verbunden wurde. Diese 45 m lange, zweigeschossige Fußgängerbrücke verbindet beide Gebäudeteile straßenübergreifend über den Werner Hellweg. Durch den Neubau wuchs die Ausstellungsfläche des Bochumer Stammhauses auf rund 40.000 m² an.
Mit dem Mitnahmemöbelmarkt „Hardi“ existierte in Bochum ein zweiter Standort des Unternehmens in Langendreer. Hardi bietet vor allem junges Wohnen. Inzwischen befindet sich das Sortiment im Stammhaus.
Seit dem Jahre 2014 leiten Karl-Ernst Hardeck und Dirk Hardeck gemeinsam das Unternehmen, das nun in der vierten Generation inhabergeführt ist. Außerdem wurde Möbel Hardeck in diesem Jahr zu einer Möbelhandelskette. Zum 1. Januar 2014 wurde das Unternehmen Möbel Staas mit den Standorten Bramsche und Senden-Bösensell übernommen und zum 30. Juli 2014 in Hardeck umbenannt. Dasselbe gilt für die ebenfalls erworbenen ehemaligen Trend-Häuser in Bramsche und Senden-Bösensell, die seit Ende Juli 2014 unter dem Namen Hardi firmieren.
Am Standort Bramsche bietet das dortige Einrichtungshaus auf einer Ausstellungsfläche von 35.000 m² Möbel aus allen Bereichen des Wohnens. Die Fläche verteilt sich auch dort auf drei Häuser. In Haus 3 in Bramsche befindet sich der Mitnahmemarkt HARDI, der auf rund 4.000 m² Fläche vor allem Möbel aus dem Bereich junges Wohnen präsentiert.
Das Möbelhaus am Standort Senden-Bösensell verfügt ebenfalls über eine Ausstellungsfläche von etwa 35.000 m². Davon entfallen 4.000 m² auf den Mitnahmemarkt Hardi, der sich im Erdgeschoss des Möbel Hardeck-Hauses befindet und im Wesentlichen Möbel aus dem Segment junges Wohnen bietet.
Seit 2015 ist Hardeck durch die Übernahme des Unternehmens „Möbelzentrum Vonnahme“ auch in Hilden bei Düsseldorf vertreten.
Laut der Fachzeitschrift Möbelkultur stand Möbel Hardeck im Jahre 2017 auf Platz 12 der umsatzstärksten deutschen Möbelhändler. Möbel Hardeck beschäftigte im Jahr 2017 eigenen Angaben zufolge an allen Standorten zusammengenommen mehr als 1.500 Mitarbeiter.
Von Anfang 2021 bis zum  24. August 2024 betrieb Hardeck seinen deutschlandweit fünften Standort in Hamburg am Gänsemarkt.

## Sortiment
Bei Möbel Hardeck stehen insgesamt rund 8000 Produkte aus den Bereichen Möbel, Leuchten, Haushalt, Dekoration, Heimtextilien und Teppiche zum Verkauf.
In den Hardeck-Filialen mit Ausnahme von Senden-Bösensell gibt es zudem eine Systemgastronomie.